# Чемпіонат світу з трекових велоперегонів 1976
Чемпіонат світу з трекових велоперегонів 1976 проходив з 7 по 10 вересня 1976 року в Монтероні-ді-Лечче, Італія. У зв'язку з проведенням літніх Олімпійських ігор в Монреалі змагання серед аматорів на чемпіонаті не проводились, окрім гонки за лідером, спринті на тандемах та перегонів серед жінок. Усього на чемпіонаті розіграли 7 комплектів нагород — 5 у чоловіків та 2 у жінок. 

## Медалісти

### Чоловіки
Професіонали
| Дисципліна                         | Золото          | Срібло           | Бронза           |
| Спринт                             | Джон Ніколсон   | Джордано Турріні | Суґата Йошікацу  |
| Індивідуальна гонка переслідування | Франческо Мозер | Рой Шуйтен       | Кнуд Кнудсен     |
| Гонка за лідером                   | Вілфрід Пеффґен | Сеес Стам        | Вальтер Авоґраді |

Аматори
| Дисципліна         | Золото                                 | Срібло                                   | Бронза                                        |
| Спринт на тандемах | Польща Бенедикт Коцот Януш Котлінський | Чехословаччина Іван Кучірек Мілош Єлінек | СРСР Анатолій Яблуновський Володимир Семенець |
| Гонка за лідером   | Габі Міннебоо                          | Бартоломе Калдентей                      | Райнер Подлеш                                 |

### Жінки
| Дисципліна                         | Золото               | Срібло           | Бронза          |
| Спринт                             | Шейла Янг            | Сью Новара       | Іва Заїчкова    |
| Індивідуальна гонка переслідування | Кеті ван Оостен-Гахе | Луїджина Біссолі | Мері Джейн Ріок |

## Загальний медальний залік
| Місце  | Країна         | Золото | Срібло | Бронза | Загалом |
| ------ | -------------- | ------ | ------ | ------ | ------- |
| 1      | Нідерланди     | 2      | 2      |        | 4       |
| 2      | Італія         | 1      | 2      | 1      | 4       |
| 3      | США            | 1      | 1      | 1      | 3       |
| 4      | ФРН            | 1      |        | 1      | 2       |
| 5      | Польща         | 1      |        |        | 1       |
| 5      | Австралія      | 1      |        |        | 1       |
| 7      | Чехословаччина |        | 1      | 1      | 2       |
| 8      | Іспанія        |        | 1      |        | 1       |
| 9      | Японія         |        |        | 1      | 1       |
| 9      | Норвегія       |        |        | 1      | 1       |
| 9      | СРСР           |        |        | 1      | 1       |
| Всього | Всього         | 7      | 7      | 7      | 21      |